# Roger Friedlein
Roger Friedlein (* 1967 in Frankfurt am Main) ist ein deutscher Romanist.

## Leben
Nach dem Studium der Romanischen Philologie (Spanisch, Französisch, Arabistik) an der Universität Frankfurt am Main, der Universitat de Barcelona (1990 und 1992) und an der Freien Universität Berlin (Magisterabschluss 1994) war er Lektor für Katalanisch an der Martin-Luther-Universität Halle-Wittenberg (1995–1998). Nach der Promotion (2001) und der Habilitation (2009) ist er seit 2009 Universitätsprofessor (W3) für Romanische Philologie, insbesondere spanische Literatur- und Kulturwissenschaft, an der Ruhr-Universität Bochum.
Seine Forschungsinteressen betreffen Prozesse der Wissenskonstitution in der Epik der Renaissance sowie den literarischen Wandel von der Romantik zum Modernismus um die Wende zum 20. Jahrhundert in Spanien, Hispanoamerika und Brasilien.

## Schriften (Auswahl)
- Der Dialog bei Ramon Llull. Literarische Gestaltung als apologetische Strategie. Tübingen 2004, ISBN 3-484-52318-2.
- Kosmovisionen. Inszenierungen von Wissen und Dichtung im Epos der Renaissance in Frankreich, Portugal und Spanien. Stuttgart 2014, ISBN 3-515-10896-3.